# Principado de Vergara

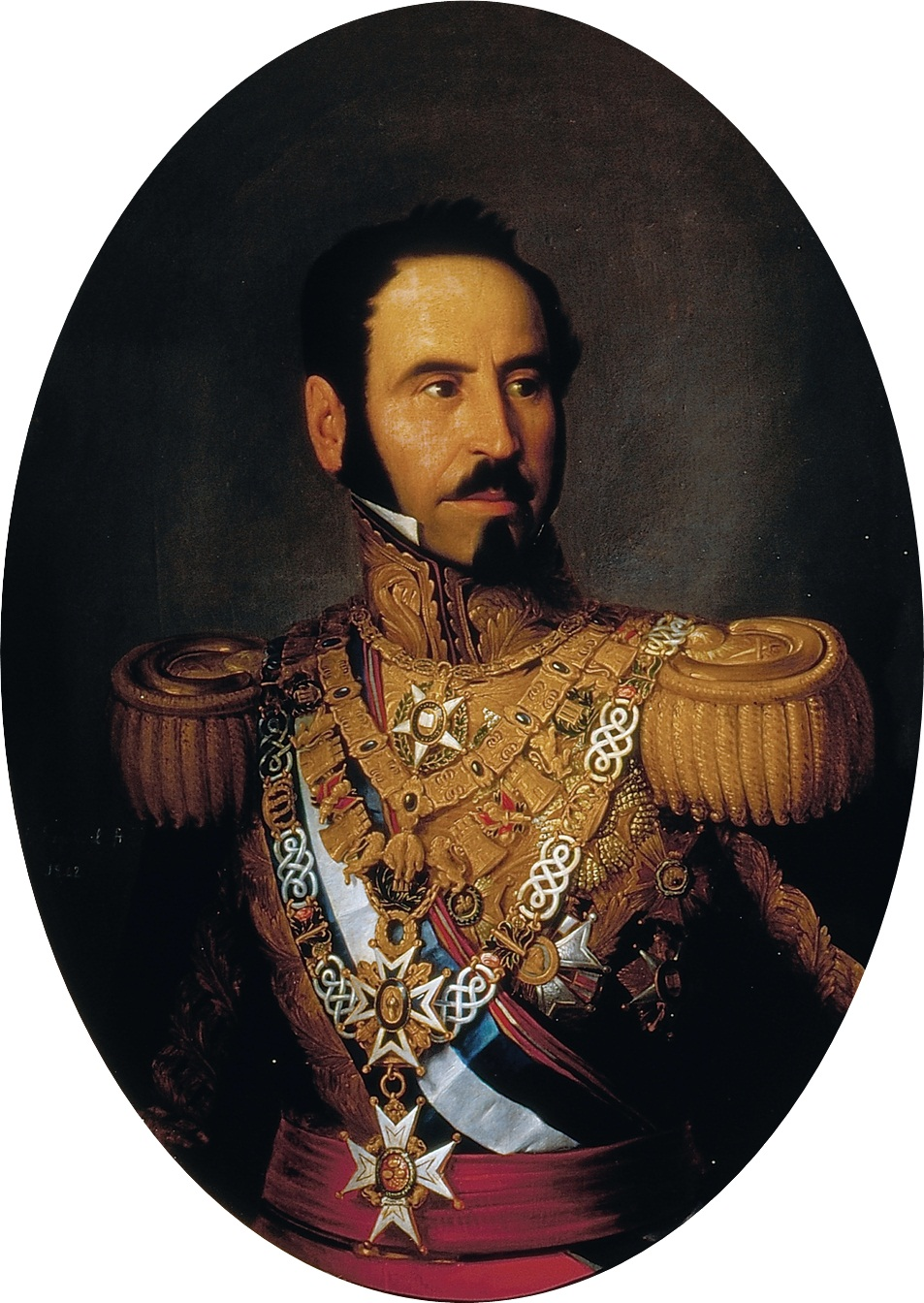
Retrato de Baldomero Espartero, príncipe de Vergara, obra de Antonio María Esquivel (1806-1857).

El principado de Vergara fue un título nobiliario español creado por el rey  Amadeo I de Saboya, en su condición de rey de España, el 2 de enero de 1872, con tratamiento de alteza, a favor del general Joaquín Baldomero Fernández-Espartero Álvarez de Toro.
Baldomero Fernández-Espartero (1793-1879) fue capitán general de los Ejércitos, virrey de Navarra, regente de España (1840-1843).
El principado de Vergara fue el quinto título nobiliario que ostentó Espartero. Los otros cuatro fueron duque de la Victoria (en 1839), duque de Morella (1840), conde de Luchana (1837) y vizconde de Banderas (1837). Otorgó estos cuatro títulos la regente María Cristina de Borbón (regente entre 1833-1840), durante la minoría de edad de la reina Isabel II.

## Antecedentes
Cuando la reina Isabel II fue destronada por la Revolución de 1868, el Gobierno provisional ofreció a Espartero la Corona de España, ofrecimiento que el general rechazó. La Corona, finalmente, fue aceptada en diciembre de 1870 por el masón Amadeo I de Saboya, quien visitó a Espartero a finales de 1871 en su domicilio de Logroño. 
Espartero fue a recibir al rey Amadeo I en la estación de ferrocarril vestido con traje de gala como capitán general, acompañado de autoridades civiles y militares de la ciudad, y recorrieron juntos el trayecto hasta la casa del general en medio del júbilo de la población, que aclamaba a ambos. El monarca pasó dos días alojado en la residencia de Espartero y apenas tuvo más contacto con la población que asistir a dos actos protocolarios. Se desconoce el contenido de las conversaciones durante el tiempo que estuvieron juntos, pero Espartero, cuando le acompañó de regreso a la estación de tren, dio muestras de alegría y respeto y le trató como rey legítimo de los españoles, reconocimiento que muy bien podría ser el que buscaba Amadeo.
A su regreso a Madrid, el rey le concedió el título de príncipe de Vergara (2 de enero de 1872), con tratamiento de alteza.
Posteriormente, en 1875, Espartero recibió también en su domicilio de Logroño al restaurado rey Alfonso XII. Durante esa visita, Espartero impuso al rey la Gran Cruz Laureada de San Fernando que el general había ganado en 1835.

## Denominación
La denominación del título hace referencia al «Abrazo de Vergara» que se dieron Espartero (isabelino) y el general Rafael Maroto (carlista), el 31 de agosto de 1839, ante las tropas de ambos ejércitos reunidas en los campos de Vergara, en confirmación del convenio firmado en Oñate (Guipúzcoa) el 29 de agosto de 1839 y que puso fin a la Primera Guerra Carlista en el norte de España.
Firmó Maroto dicho convenio sin el apoyo del pretendiente Carlos María Isidro de Borbón. En las negociaciones entre los generales Espartero y Maroto fue decisiva la mediación del almirante lord John Hay, jefe de la escuadra de observación británica con base en Bilbao, y que, ya desde 1837, había comenzado a sondear a los generales de ambos bandos para hacer fructificar la finalización de la guerra.

## Carta de otorgamiento
Ministerio de Gracia y Justicia.

DECRETO.
 
Deseando dar una prueba de mi alto aprecio al Capitán General de los Ejércitos D. Baldomero Espartero, Duque de la Victoria y de Morella, Conde de Luchana; y queriendo premiar como merecen sus virtudes y eminentes servicios al pais, á los cuales se debe principalmente el afianzamiento de las libertades públicas, y con especialidad los que prestó en los célebres campos de Vergara poniendo término á la guerra civil que hizo correr en abundancia la noble sangre española, y restableciendo la paz que ansiaban y aceptaron gozosos todos los partidos, sin ajenas intervenciones y conciliando los más opuestos intereses; de acuerdo con el Consejo de Ministros,
Vengo en otorgarle el título de Príncipe de Vergara, con el tratamiento de Alteza y todas las demás preeminencias, prerrogativas y consideraciones propias de tan alta dignidad.
Dado en Palacio á dos de Enero de mil ochocientos setenta y dos.
AMADEO.
El Ministro de Gracia y Justicia,
Eduardo Alonso y Colmenares.
Decreto de 2 de enero de 1872, publicado en la
«Gaceta de Madrid», núm. 2, de 2 de enero de 1872, tomo 1, página 9.

## Situación jurídica
El título fue otorgado con carácter vitalicio, es decir, no hereditario. En virtud de tal naturaleza, el título se extinguió con el fallecimiento del titular, acaecido en Logroño el 8 de enero de 1879. Por tanto, en la actualidad es un título histórico.
No obstante, en 1950 se solicitó la rehabilitación del título, con la denominación de "Duque de Vergara", por parte de José Montesino-Espartero y Averly. Tras su fallecimiento, su hijo Pablo Montesino-Espartero y Juliá solicitó en 1973 la sustitución a su favor en dicho expediente de rehabilitación. Sin embargo, tales expedientes de rehabilitación no llegaron a concluirse de forma satisfactoria a las pretensiones del solicitante.

## Excepcionalidad de la concesión de principados
Como regla general, en derecho nobiliario español el título de príncipe se reserva al príncipe de Asturias, heredero de la Corona. Como excepciones, hay dos principados: el presente principado de Vergara (vitalicio) y el principado de la Paz, otorgado en 1795 por Carlos IV a favor de Manuel Godoy y Álvarez de Faria, favorito y primer ministro del rey otorgante, título que expropió el rey Fernando VII y no rehabilitó Isabel II cuando rehabilitó los demás títulos de Godoy por considerar el otorgamiento del principado de la Paz como ajeno a la tradición española.
Hay otras excepciones en los títulos otorgados por los reyes de España en su calidad de soberanos de otros territorios europeos: Flandes, Milán, Nápoles, Sicilia, etc. Estos títulos pudieron rehabilitarse en España pero con la dignidad de ducados si ostentaron Grandeza de España o marquesados en los demás casos.

## Príncipes de Vergara
|                                              | Titular                                               | Periodo                                      |
| Creado en 1872 por el rey Amadeo I de Saboya | Creado en 1872 por el rey Amadeo I de Saboya          | Creado en 1872 por el rey Amadeo I de Saboya |
| -------------------------------------------- | ----------------------------------------------------- | -------------------------------------------- |
| I                                            | Joaquín Baldomero Fernández-Espartero Álvarez de Toro | 1872-1879                                    |
| Título vitalicio                             |                                                       |                                              |